# Батка
Батка (словац. Bátka) — село, громада в окрузі Рімавска Собота, Банськобистрицький край, Словаччина. Кадастрова площа громади — 12,02 км². Населення — 892 особи (за оцінкою на 31 грудня 2017 р.).
Перша згадка 1294 року.

## Населення
| Рік:            | 1994. | 2004.    | 2014.   | 2024.   |
| --------------- | ----- | -------- | ------- | ------- |
| Кількість осіб: | 840   | 947      | 910     | 822     |
| Різниця:        |       | +12,73 % | -3,90 % | -9,67 % |

| Рік:            | 2023. | 2024.   |
| --------------- | ----- | ------- |
| Кількість осіб: | 831   | 822     |
| Різниця:        |       | -1,08 % |

## Транспорт
Аеродром.